# Logis de Treuil Bois
Le logis du Treuil Bois est situé à Saint-Just-Luzac en Charente-Maritime.

## Histoire
L'immeuble du 18 rue Garesche est inscrit au titre des monuments historiques par arrêté du 23 février 1925.